# مؤسسه مغز و اعصاب باراو

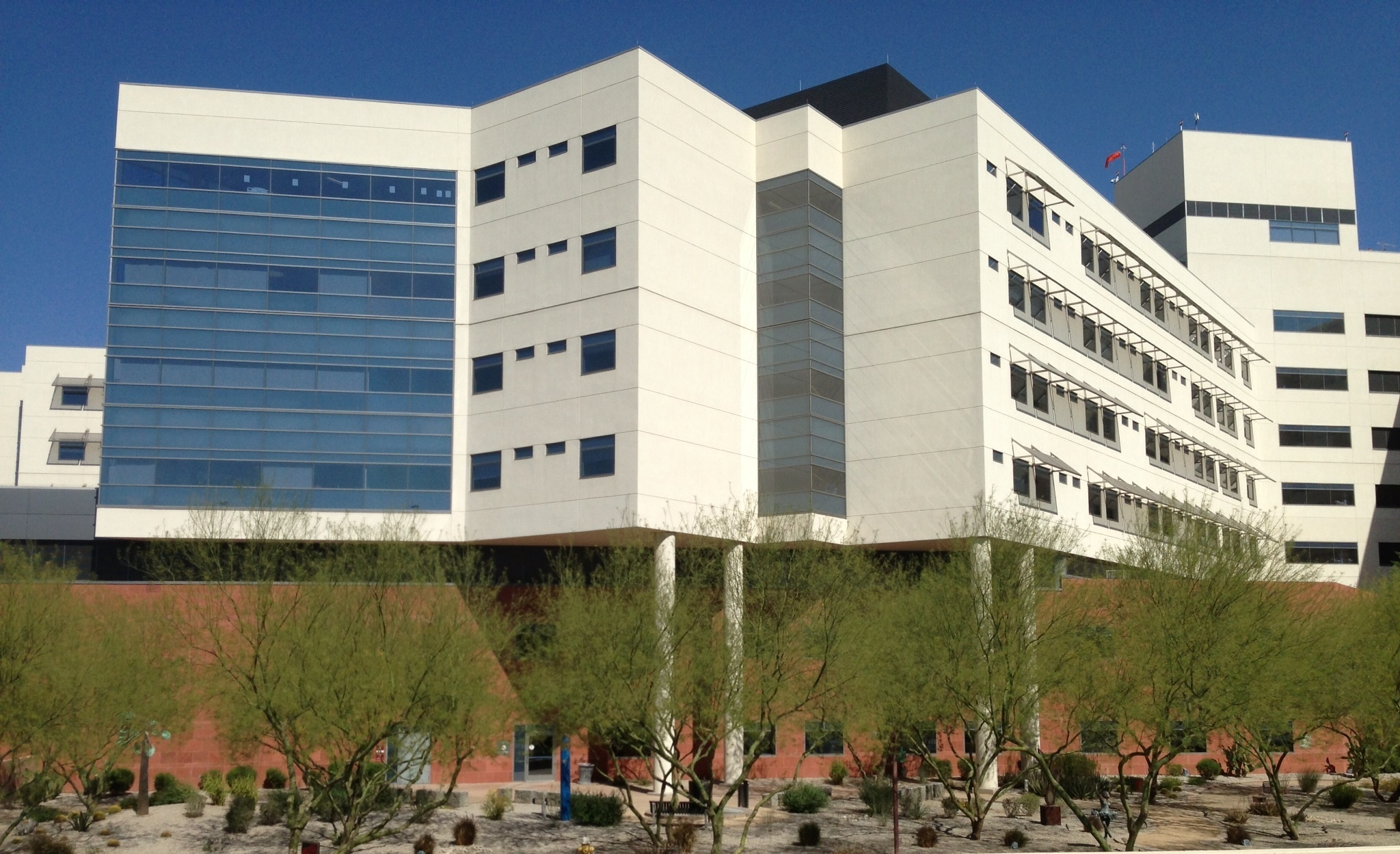
موسسه مغز و اعصاب باراو

موسسه مغز و اعصاب باراو (به انگلیسی: Barrow Neurological Institute) بیمارستانی  در شهر فینیکس، آریزونا کشور ایالات متحده آمریکا است که در سال ۱۹۶۱ میلادی ساخته شده  است.